# 洪敷誥
洪敷誥（1553年—？），字天章，號欽所，廣西桂林府臨桂縣人，官籍，明朝政治人物。

## 生平
隆慶四年（1570年）庚午科鄉試第一名舉人，萬曆十四年（1586年）丙戌科會試二百十名，登二甲第三十七名進士。户部观政，十五年授户部主事，十九年升本部员外郎，二十年徐州管倉，二十一年升陕西司郎中，二十三年二月升廣東副使，二十七年京察降用。

## 家族
曾祖洪鑑；祖父洪琦，曾任知縣；父洪以業，曾任府同知。母朱氏。永感下。兄洪敷言（知县）、洪敷文（丁卯解元）、洪敷政。